# Tha Doggfather
Tha Doggfather é o segundo álbum de estúdio do rapper Snoop Doggy Dogg, lançado a 12 de Novembro de 1996 pela Death Row/Interscope Records. O álbum re-lançado em 11 de Julho de 2005. Snoop passou muito do ano de 1995 se preparando para seu caso, que finalmente foi para julgamento no final de 1995. Em Fevereiro de 1996, ele foi inocentado de todas as acusações e começou a trabalhar em seu segundo álbum, desta vez sem Dr. Dre como produtor. Este foi o último álbum de Snoop na Death Row Records.
Apesar do álbum estrear em primeiro lugar nas paradas na primeira semana de lançamento com 478.971 cópias vendidas, não conseguiu o mesmo sucesso de Doggystyle, lançado três anos antes. 
Parte da razão do sucesso moderado de Tha Doggfather foi o início do declínio do gangsta rap da costa oeste, a saída de Dr. Dre da Death Row, e o falecimento de 2Pac.  
Ter lançado o álbum na mesma época em que The Don Killuminati: The 7 Day Theory foi divulgado, o primeiro álbum póstumo de 2Pac, também se mostrou não ter sido uma boa ideia. Consequentemente, o segundo álbum de Snoop se perdeu em meio a esta confusão, estagnando suas vendas nos meses seguintes. 
Em 1997, após o contrato de Snoop com a Death Row expirar, ele acaba saindo da gravadora para assinar com a No Limit Records, de Master P.

## Recepção
| Críticas profissionais | Críticas profissionais |
| Avaliações da crítica  | Avaliações da crítica  |
| Fonte                  | Avaliação              |
| ---------------------- | ---------------------- |
| Allmusic               | [ 2 ]                  |
| Entertainment Weekly   | B+                     |
| Muzik                  | [ 4 ]                  |
| Los Angeles Times      | [ 5 ]                  |
| New York Times         | (favorável)            |
| USA Today              | [ 7 ]                  |
| Sputnikmusic           | (3.4/5)                |

O álbum na época de seu lançamento gerou críticas moderadas de críticos e fãs. Em uma entrevista com a revista Spin em Fevereiro de 1997 Dr. Dre declarou seus sentimentos sobre o álbum o disse "Mas para ser perfeitamente honesto, eu não gosto do novo álbum do Snoop. E não tem nada a ver comigo não ter trabalhado nele, porque eu sou igual a todo mundo: ou eu gosto, ou eu não gosto. A primeira vez que eu ouvi o single, eu curti, mas aí eu comecei a realmente entrar na produção e em como estava soando, sabe? A primeira vez que você escuta algo, você só escuta e curte, mas depois disso, eu comecei a analisar as canções. Realmente não há nada que tenha sido dito ali que não tenha sido dito 50 vezes antes."

## Faixas
| #  | Título                       | Participação(ões)                                    | Produtor(es)                     | Samples                                    | Duração |
| -- | ---------------------------- | ---------------------------------------------------- | -------------------------------- | ------------------------------------------ | ------- |
| 1  | Intro                        |                                                      |                                  |                                            | 0:46    |
| 2  | Doggfather                   | Charlie Wilson                                       | Dat Nigga Daz                    | Humpin' by Gap Band                        | 3:57    |
| 3  | Ride 4 Me (Interlude)        |                                                      |                                  |                                            | 1:01    |
| 4  | Up Jump tha Boogie           | Kurupt Tha King Pin                                  | DJ Pooh                          |                                            | 4:43    |
| 5  | Freestyle Conversation       |                                                      | Soopafly                         |                                            | 4:17    |
| 6  | When I Grow Up (Interlude)   |                                                      |                                  |                                            | 0:37    |
| 7  | Snoop Bounce                 | Rage Against The Machine                             | DJ Pooh                          | More Bounce To The Ounce by Roger Troutman | 4:03    |
| 8  | Gold Rush                    | Kurupt Tha King Pin and LBC Crew                     | Arkim and Flair                  |                                            | 4:52    |
| 9  | (Tear 'Em Off) Me & My Doggz |                                                      | L.T. Hutton                      |                                            | 3:31    |
| 10 | You Thought                  | Too Short, Soopafly                                  | Soopafly                         |                                            | 4:44    |
| 11 | Vapors                       | Charlie Brown & Dinco D                              | DJ Pooh                          | Vapors by Biz Markie                       | 4:21    |
| 12 | Groupie                      | Tha Dogg Pound, Nate Dogg, Warren G & Charlie Wilson | Dat Nigga Daz                    |                                            | 5:06    |
| 13 | 2001                         | Q-Tip, Phife Dawg, Eminem & The D.O.C                | DJ Pooh                          |                                            | 3:32    |
| 14 | Sixx Minutes                 |                                                      | Arkim and Flair                  | The Show by Doug E. Fresh and Slick Rick   | 4:40    |
| 15 | (O.J.) Wake Up               | Tray Deee                                            | Snoop Doggy Dogg and L.T. Hutton | It's Like That by Run-D.M.C.               | 4:43    |
| 16 | Snoop's Upside Ya Head       | Charlie Wilson                                       | DJ Pooh                          | Oops Upside Your Head by Gap Band          | 4:30    |
| 17 | Blueberry                    | Tha Dogg Pound and LBC Crew                          | Sam Sneed                        |                                            | 4:15    |
| 18 | Traffic Jam (Interlude)      |                                                      |                                  |                                            | 0:34    |
| 19 | Doggyland                    |                                                      | DJ Pooh                          | The Love You Save by The Jackson 5         | 4:39    |
| 20 | Downtown Assassins           | Dat Nigga Daz, Tray Deee                             | Dat Nigga Daz                    |                                            | 4:22    |
| 21 | Outro                        | 2Pac                                                 | Dat Nigga Daz                    |                                            | 0:42    |

## Desempenho nas paradas
| Paradas (1996)                               | Melhor posição |
| -------------------------------------------- | -------------- |
| Alemanha (Offizielle Deutsche Charts)        | 23             |
| Austrália (ARIA)                             | 12             |
| Áustria (Ö3 Austria Top 40)                  | 49             |
| Bélgica (Ultratop Flandres)                  | 45             |
| Bélgica (Ultratop Valônia)                   | 45             |
| Estados Unidos (Billboard 200)               | 1              |
| Estados Unidos (Top R&B/Hip Hop Albums)      | 1              |
| Finlândia (Suomen virallinen lista)          | 30             |
| França (SNEP)                                | 9              |
| Nova Zelândia (RMNZ)                         | 6              |
| Países Baixos (Dutch Charts)                 | 48             |
| Reino Unido (UK Albums Chart)                | 15             |
| Suécia (Sverigetopplistan)                   | 6              |
| Suíça (Schweizer Hitparade)                  | 41             |
| paradas (1997)                               | Melhor posição |
| Estados Unidos (Billboard R&B/Hip-Hop Albums | 8              |

| Paradas (1997)                 | Melhor posição |
| ------------------------------ | -------------- |
| Estados Unidos - Billboard 200 | 43             |
| Reino Unido - UK Albums Chart  | 148            |

| Estados Unidos (RIAA) | 2× Platina | 3,300,000º |
| Canadá (Music Canada) | Platina    | 80,000*    |
| Reino Unido (BPI) | Ouro       | 100.000*   |
| Vendas totais |            |            |
| Mundo |            | 4,000,000  |
| *número de vendas baseado na certificação ^ figuras embarques com base apenas na certificação ºnúmeros especificados independente da certificação |            |            |

| Precedido por The Don Killuminati: The 7 Day Theory por Makaveli | Billboard 200 30 de Novembro - 6 de Dezembro de 1996 | Sucedido por Razorblade Suitcase por Bush |

## Singles e gráfico de posições
| Nome                                            | Posição nas paradas | Posição nas paradas | Posição nas paradas |
| Nome                                            | Eurochart Hot 100   | UK Top 75           | Australia Top 100   |
| ----------------------------------------------- | ------------------- | ------------------- | ------------------- |
| "Doggfather" (feat. Charlie Wilson)             | -                   | 36                  | -                   |
| "Vapors" (feat. Charlie Wilson & Teena Marie)   | -                   | 18                  | -                   |
| "Snoop's Upside Ya Head" (feat. Charlie Wilson) | 47                  | 12                  | 44                  |